# Putschversuch in Montenegro 2016
Der geplante Putschversuch in Montenegro sollte sich am Wahltag zur Parlamentswahl vom 16. Oktober 2016 ereignen.
Am Wahltag meldete die montenegrinische Staatsanwaltschaft, dass in der vergangenen Nacht 20 serbische Bürger unter Terrorverdacht verhaftet worden waren. Sie hätten geplant, bei der Verkündung der Wahlergebnisse im Parlament dieses zu attackieren und zu besetzen. Anschließend hätten sie selbst bestimmte Parteien zu Wahlsiegern erklären wollen. Der Ministerpräsident Milo Đukanović sollte von der serbischen Gruppe gefangen genommen werden. Angeführt wurde die Gruppe von Bata Dikić, einem abgesetzten Befehlshaber der serbischen Polizei. Andrija Mandić von der proserbischen Oppositionspartei Neue Serbische Demokratie kritisierte die Aktion als Propaganda, während sich der Innenminister Goran Danilović über die Erklärung der Staatsanwaltschaft verwundert zeigte, da er nach eigenen Angaben nicht von der Polizei informiert worden war.
Der damalige serbische Ministerpräsident Aleksandar Vučić bestätigte noch am Wahltag, dass Dikić verhaftet worden war, und zeigte sich verwundert. Einige Tage nach der Wahl meldete die serbische Polizei ihrerseits mehrere Festnahmen im Zusammenhang mit einem geplanten Mordanschlag auf Đukanović. Vučić erklärte, die Gruppe stünde im Dienst einer ausländischen Macht. Serbische Medien interpretierten die Aussage als Andeutung, dass Russland im Putschversuch involviert sei. Die montenegrinische Regierung warf der russlandfreundlichen Opposition vor, in den Putschversuch involviert gewesen zu sein. Die Opposition sprach von einer politisch motivierten Inszenierung.
Sowohl russlandfreundliche als auch EU-freundliche Oppositionsparteien kritisierten das Ermittlungsverfahren und boykottierten zeitweise das Parlament. Das verbliebene Parlament billigte einen Antrag der Staatsanwaltschaft, die Immunität der beiden russlandfreundlichen Politiker Andrija Mandić und Milan Knežević aufzuheben. Die ermittelnde Staatsanwaltschaft in Montenegro äußerte sich 2017 dahingehend, dass Russland hinter dem Putschversuch stehe. Diese Einschätzung wurde auch in britischen Regierungskreisen geteilt. Damit hätte der 2017 erfolgte NATO-Beitritt verhindert werden sollen. 13 Angeklagte, darunter Mandić und Knežević, sowie mehrere serbische Staatsbürger und russische Geheimdienstmitarbeiter wurden 2019 zu Haftstrafen verurteilt. 2019 bestätigte der Spiegel in einer Recherche, dass der russische Militärgeheimdienst GRU, namentlich die Einheit 29155, Einfluss auf die Putschaktion nahm.
Alle 19 Beschuldigten, inklusive Mandić, der seit Oktober 2023 als Parlamentspräsident amtiert, wurden am 12. Juli 2024 freigesprochen, nachdem das Obergericht 2021 die Verurteilung der ersten Instanz vom Mai 2019 für ungültig erklärt und zur Neuverhandlung zurückverwiesen hatte. Das Gericht sah es nicht als erwiesen an, dass ein gewaltsamer Umsturz geplant worden war, da die vermeintlichen Tatwaffen nie montenegrinisches Staatsgebiet erreicht hätten.